# Ch (dwuznak)
Ch (Ch, ch) – dwuznak występujący w języku polskim i wielu innych. Zapożyczony z łaciny, gdzie służył do zapisywania greckiego ⟨χ⟩. Stąd  w wyrazach obcych etymologicznie odpowiada łacińskiemu i niemieckiemu, często także francuskiemu czy angielskiemu ⟨ch⟩ oraz esperanckiemu, wychodzącemu z użycia ⟨ĥ⟩.
W języku polskim zazwyczaj  oznacza [x] i odpowiada brzmieniem i pochodzeniem czeskiemu i słowackiemu ⟨ch⟩ oraz cyrylicznemu ⟨х⟩. Język chorwacki i słoweński uprościły zapis do ⟨h⟩, wobec czego uległo w nich zmieszaniu etymologiczne ⟨h⟩ i ⟨ch⟩.
W języku niemieckim ⟨ch⟩ oznacza [x] po samogłoskach tylnych, natomiast [ç] po samogłoskach przednich i w końcówce -chen a czasem – zwłaszcza przed ⟨s⟩ – także [k]).
W języku angielskim, hiszpańskim i indonezyjskim oznacza zwykle [ʧ] (brzmieniem zbliżone do polskiego cz), a we francuskim i bretońskim oznacza zwykle [ʃ] (brzmieniem zbliżone do polskiego sz).
W języku wietnamskim oznacza dźwięk podniebienny [t͡ɕ] (brzmieniem zbliżony do polskiego ć), w przeciwieństwie do retrofleksyjnego [t͡ʂ] lub zadziąsłowego [t͡ʃ] (brzmieniem zbliżonego do polskiego cz), zapisywanego jako ⟨tr⟩.
W języku chińskim (zapis hanyu pinyin) oznacza retrofleksyjne przydechowe [t͡ʂʰ] (brzmieniem zbliżone do polskiego cz), w przeciwieństwie do podniebiennego przydechowego [t͡ɕʰ] (brzmieniem zbliżonego do polskiego ć), zapisywanego jak ⟨q⟩.